# Pitcairnia trimorpha
Pitcairnia trimorpha är en gräsväxtart som beskrevs av Lyman Bradford Smith. Pitcairnia trimorpha ingår i släktet Pitcairnia och familjen Bromeliaceae.
Artens utbredningsområde är Colombia. Inga underarter finns listade i Catalogue of Life.